# Karl Georg Friedrich Schmitt
Karl Georg Friedrich Schmitt (* 25. Januar 1804 in Nieder-Ofleiden, Kreis Alsfeld; † 26. Februar 1890 in Mainz) war ein deutscher evangelischer Geistlicher und Ehrenbürger der Stadt Mainz.

## Leben
Karl Georg Friedrich Schmitt studierte an der Universität Gießen. Während seines Studiums wurde er im Wintersemester 1821/22 Mitglied der Alten Gießener Burschenschaft Germania und in Halle Mitglied der Quellengesellschaft sowie der Allgemeinheit. 1827 wurde er Vikar in Ober-Widdersheim, später in Schotten, dann in Niederweidbach. 1832 wurde er Pfarrer in Heidelbach. 1835 wurde er Mitprediger und Pfarrer in Mainz. Nach dem Tode von Pfarrer O. Nonnweiler wurde er 1851 Erster evangelischer Pfarrer in Mainz und Superintendent der Provinz Rheinhessen. Schmitt wurde zum Oberkonsistorialrat und 1874 zum Prälaten der evangelischen Kirche in Hessen ernannt. Am 12. Januar 1878 wurde ihm anlässlich seines 50-jährigen Dienstjubiläums die Ehrenbürgerwürde von Mainz verliehen. 1882 trat er in den Ruhestand. Er liegt auf dem Mainzer Hauptfriedhof begraben (Feld 31).

## Schriften
- mit Otto Friedrich Vonweiler und Julius Göring: Gedächtniß-Feier der vor dreihundert Jahren zu Augsburg abgeschlossenen Religionsfriedens in der Evangelischen Gemeinde zu Mainz. Seifert, Mainz 1855.
- mit Karl Zimmermann und Friedrich Karl Simon: Erwiederung der drei evangelischen Superintendenten des Großherzogtums Hessen, Dr. Zimmermann, Dr. Simon und Dr. Schmitt, auf die Schrift des Herrn Bischofs von Mainz: „Die wahren Grundlagen des religiösen Friedens“. Zernim, Darmstadt 1868.